# Cubitus fait toujours le beau
Cubitus fait toujours le beau est le 29e tome de la série de bande dessinée Cubitus, créée par Dupa. Paru le 3 octobre 1993, cet album contient 48 pages, illustrant chacune un gag différent.

## Liste des gags
1. Vieux motard que j'aimais
2. Il papote à papete
3. Des coups et des couleurs
4. L'art rit comme il peut
5. La pantoufle est collée sur la moquette
6. Il est là mais dort
7. Le chiendent de l'amer
8. Le cactus n'en pense pas moins
9. L'épicurien et puis plus rien
10. La langue au chat
11. Attention, chien futé
12. Sem !... À ton âge !...
13. Mulet comme une carpe
14. Farcir, c'est nourrir un peu
15. Le gros corps nichant
16. Motosatisfaction
17. Dans ce gag, pas de cachet pour Sem !
18. Les six "Gaw" et le fourbi
19. Pof ! Flet ! et Z !
20. Sem, ce cas t'incombe !
21. Flic ! Floc !
22. Implo - ration
23. La serviette restera propre
24. La baignoire n'est pas très haute
25. In the poire
26. Noeud de cravate
27. Télé-apathie
28. La colle aboie
29. Tapis souriant
30. Rebelote !
31. Attention ! Chien bizarre !
32. Fermez, fermez la cage aux corniauds !...
33. Lavage de cerveau
34. Home Sweet Home
35. Tousse en dessus de sous
36. Sem ! On n'aspire pas la pelouse, on la tond !
37. L'homme est le meilleur ami du chien
38. Marco Polo, Stanley, Denis Ramon, Livingstone et tant d'autres...
39. La faim justifie les moyens
40. Rien, quoi !
41. Mille cinquante-quatre
42. L'île au très sot
43. Sers-je l'hamac ?...
44. Et comment le replie-t-on ?...
45. La grande arme dada
46. Le sourd scié